# Řád africké hvězdy (Libérie)
Řád africké hvězdy (anglicky: Order of the Star of Africa) je státní vyznamenání Liberijské republiky založené roku 1920. Velmistrem řádu je úřadující prezident Libérie. Udílen je občanům Libérie i cizím státním příslušníkům za zásluhy o stát a Afriku.

## Historie a pravidla udílení
Řád byl založen roku 1920. Udílen je v pěti třídách občanům Libérie i cizím státním příslušníkům za vynikající služby Liberijské republice nebo Africe v oblasti veřejné služby, vědy a umění.

## Třídy
Řád je udílen v pěti řádných třídách:
- velkokříž
- velkodůstojník
- komtur
- důstojník
- rytíř

## Insignie

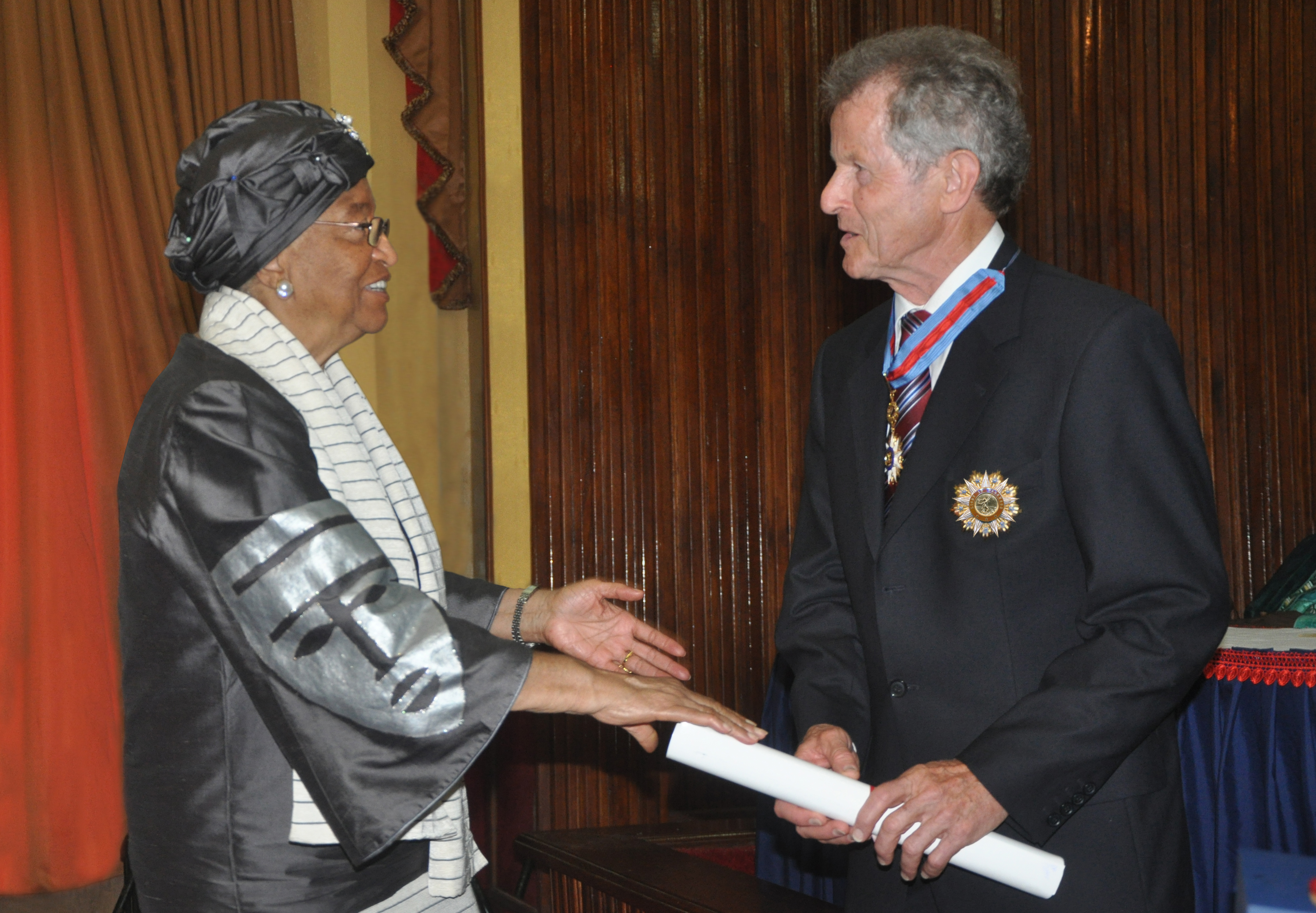
Prezidentka Ellen Johnsonová-Sirleafová udílí vyznamenání Řádu africké hvězdy německému zoologovi Wulfu Gatterovi

Řádový odznak má tvar devíticípé bíle smaltované hvězdy vyrobené z pozlaceného stříbra. Mezi cípy jsou pozlacené paprsky s pěticípými světle modře smaltovanými hvězdičkami položenými na paprscích. Na přední straně je uprostřed medailon s alegorickou ženskou postavou sahající po zářící hvězdě. Medailon obklopuje červeně smaltovaný kruh se zlatým nápisem LIGHT IN DARKNESS (světlo v temnotách). Na zadní straně jsou v kulatém pozlaceném medailonu písmena LR a nad nimi je umístěn letopočet 1920. Medailon je lemován světle modře smaltovaným kruhem se zlatým nápisem THE LOVE OF LIBERTY BROUGHT US HERE (přivedla nás sem láska ke svobodě). Ke stuze je připojen pomocí přechodového prvku ve tvaru vavřínového věnce.
Řádová hvězda se vzhledem shoduje s řádovým odznakem, chybí pouze přechodový prvek.
Stuha je modrá s červeným pruhem uprostřed.